# Bushwhackers
Bushwhackers var namnet på gerillarörelser under amerikanska inbördeskriget. Det fanns bushwhackers både på sydstats- och nordstatssidan. Ordet är ett amerikanskt slangord för skogsmän.

## Konfedererade
I Partisan Ranger Act 1862 godkände Amerikas konfedererade staters regering att armén organiserade paramilitära stridsgrupper bakom fiendens linjer. Dessa officiella partisaner fanns framförallt i Virginia och gömde sig bland civilbefolkningen mellan operationerna. För dessa var bushwhacker ett pejorativ.  De mest kände ledarna var John Singleton Mosby och John Hanson McNeill. Vid sidan av dessa officiellt godkända partisaner fanns det spontana stridsgrupper organiserade av fanatiska slaveriförespråkare i framförallt Missouri. De plundrade ofta städer och byar för sin försörjning, då deras förankring bland civilbefolkningen var mycket svar. De begick istället ofta krigsförbrytelser rikade mot civilbefolkningen, bland annat Lawrencemassakern och Centraliamassakern, bägge 1863. Även under Slaget vid Baxter Springs drabbades civilbefolkningen. Nordstaterna vägrade se dessa gerillasoldater som legitima kombattanter. De riskerade att bli hängda som brottslingar om de blev fångade. Deras mest kände ledare var William Quantrill och William T. Anderson. Många som tjänstgjort under Quantrill blev efter kriget kriminella, till exempel Jesse James, Frank James, Cole Younger. 

## Unionister
Partisanförband organiserades spontant i unionistiska kärnområden i sydstaterna för att bekämpa den konfedererade militären och mot slutet av inbördeskriget blev detta gerillakrig ofta mycket blodigt med hämndaktioner mot konfederationssympatiserande grannar, hemvärnsmän och tjänstemän i värnpliktsväsendet. I North Carolina kallades sådana partisaner för Buffaloes, i andra stater gick de under namnet Bushwhackers.

## Etymologi
Bushwhack är ett amerikanskt slangord för anfalla eller beskjuta från bakhåll.

## Galleri

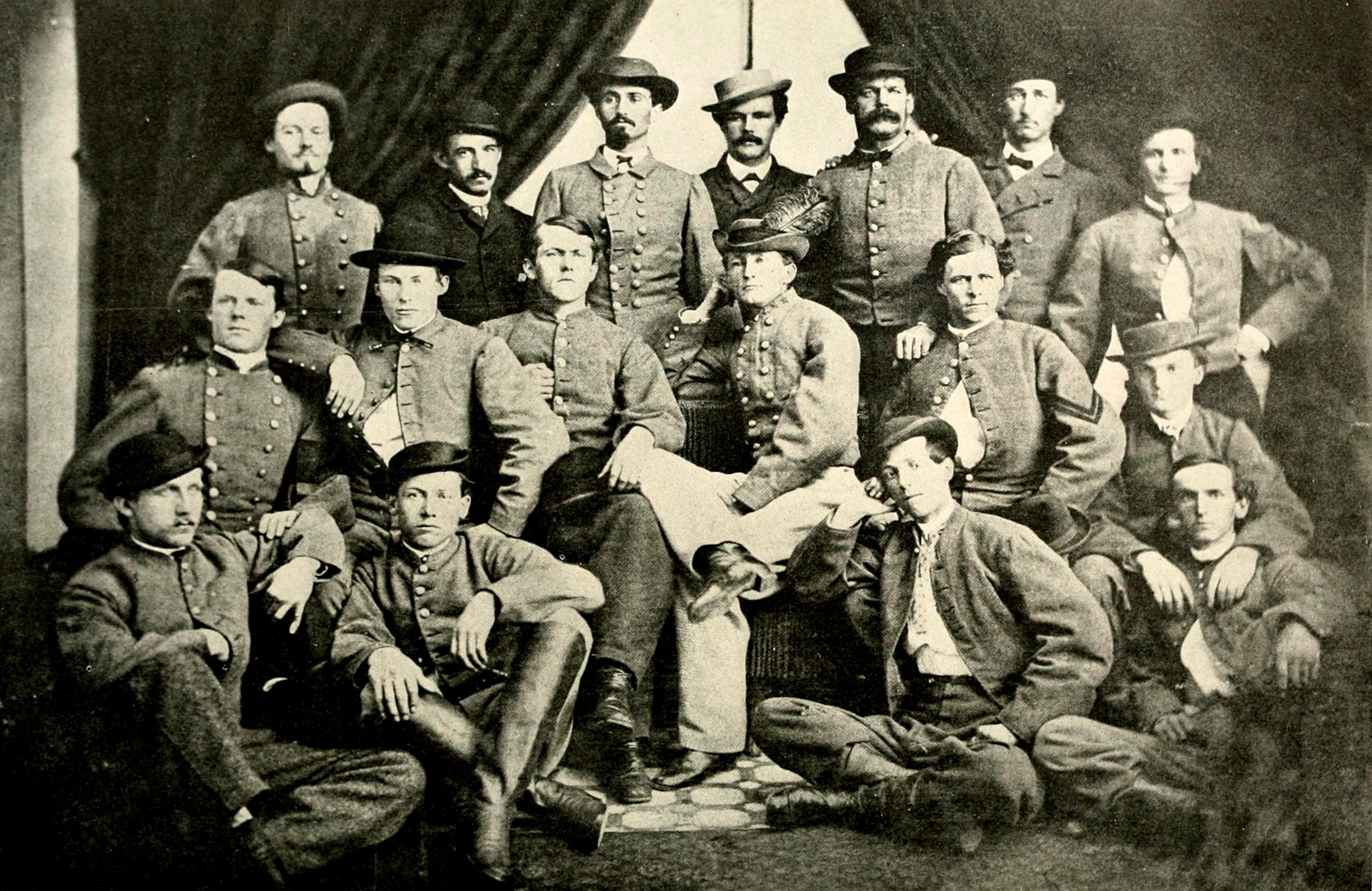
Mosbys 43rd Battalion, Virginia Cavalry var ett reguljärt jägarförband som operarede bakom fiendens linjer.
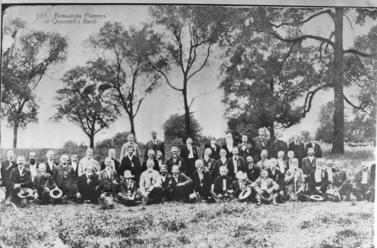
Quantrill's Raiders däremot var krigsförbrytare som inte stöddes av regeringen i Richmond.
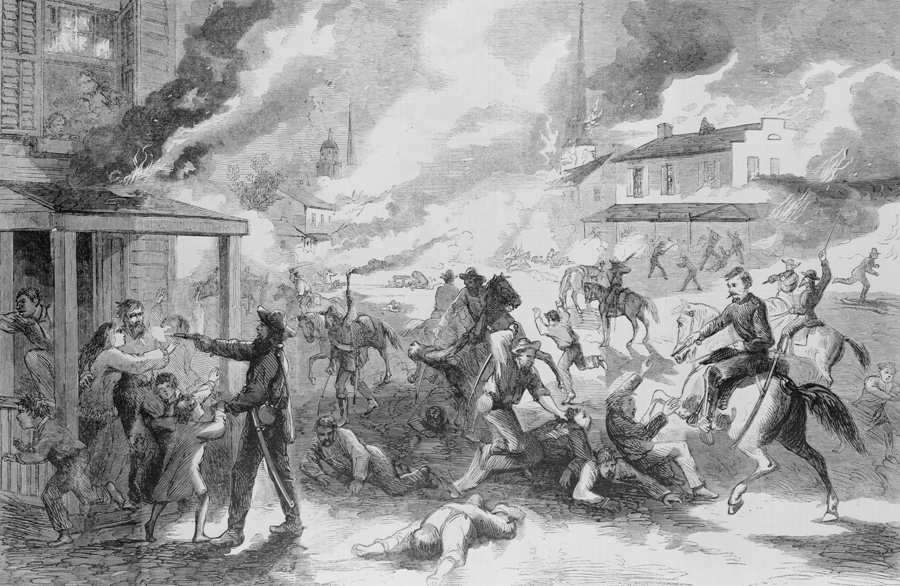
Lawrencemassakern, 21 augusti 1863
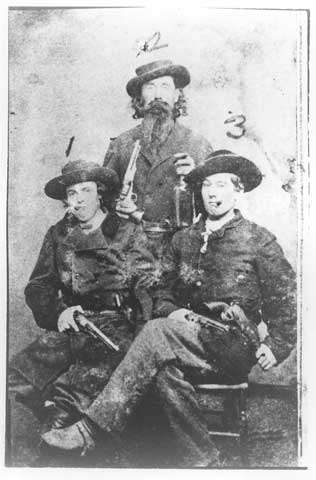
Bushwhackers 1864
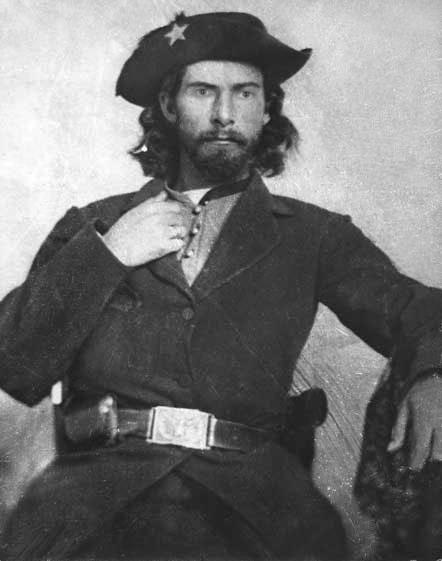
Bushwhacker Bloody Bill Anderson.

## Filmer om Bushwhackers
- Mannen utanför lagen 1976
- Ride with the Devil 1999